# Tsenhermandal
Tsenhermandal (mongoliska: Цэнхэрмандал Сум, Цэнхэрмандал, Tsenhermandal Sum) är ett distrikt i Mongoliet.   Det ligger i provinsen Chentij, i den östra delen av landet, 160 km öster om huvudstaden Ulaanbaatar.